# 3264 Bounty
3264 Bounty è un asteroide della fascia principale esterna del diametro medio di circa 20,88 km. Scoperto nel 1934, presenta un'orbita caratterizzata da un semiasse maggiore pari a 3,1627995 UA e da un'eccentricità di 0,1300960, inclinata di 0,94652° rispetto all'eclittica.
Fa parte della famiglia di asteroidi Themis.
Il nome ricorda la HMS Bounty, vascello inglese celebre per il famoso ammutinamento